# ナンシー・ケリー
ナンシー・ケリー（Nancy Kelly,  1921年3月25日 - 1995年1月2日）は、アメリカ合衆国の女優、子役である。

## 来歴
1921年、マサチューセッツ州ローウェルに生まれる。芸能一家で母親のナン・ケリーはサイレント映画女優で、後にナンシーの演劇指導とマネージメントを行った。1歳の頃からモデルとしてのキャリアをスタートさせ、その後は子役として1926年に『女王蜂』で映画デビューを果たす。1929年にはリバイバル版のシェイクスピア劇『マクベス』でブロードウェイデビュー。その後も、映画、舞台、ラジオなどで着々とキャリアを重ねた。
1954年に作家のウィリアム・マーチによる小説『悪い種子』のブロードウェイ舞台版へ出演し、主人公で残忍な少女の母親クリスティーン役を好演。自身の血筋から残忍な遺伝子を持つ娘ローダを生んでしまったことから苦悩する母親の演技は高く評価され、1955年のトニー賞を受賞した。同作品は1956年にマーヴィン・ルロイ監督により映画化され、ナンシーも同役を続投。映画での演技も高評価を得て1957年のアカデミー主演女優賞にノミネートされた。1960年にはその功績が讃えられ、ハリウッド・ウォーク・オブ・フェームを授与されている。

### 私生活
これまで3度の結婚歴があり、1940年に最初の夫であるエドモンド・オブライエンと結婚したが、翌年に離婚。その後も2度結婚し、1955年に再々婚したWarren Marcus Caroとの間に一人の子供が生まれたが、1968年に同氏とも離婚している。

### 死去
1995年に糖尿病のため、カリフォルニア州のベル・エアーで死去。73歳だった。

## 出演作品

### 映画
- 女王蜂 The Untamed Lady (1926)
- Mismates (1926)
- 或る男の一生 The Great Gatsby (1926)
- 嵐に咲く花 Girl on the Barge (1929)
- Glorifying the American Girl (1929)
- サブマリン爆撃隊 Submarine Patrol (1938)
- 地獄への道 Jesse James (1939)
- 紅の翼 Tail Spin (1939)
- フロンティア・マーシャル Frontier Marshal (1939)
- スタンレー探検記 Stanley and Livingstone (1939)
- He Married His Wife (1940)
- Sailor's Lady (1940)
- Private Affairs (1940)
- One Night in the Tropics (1940)
- Scotland Yard (1941)
- A Very Young Lady (1941)
- Parachute Battalion (1941)
- Fly-By-Night (1942)
- トリポリ魂 海兵隊よ永遠なれ To the Shores of Tripoli (1942)
- Friendly Enemies (1942)
- Women in Bondage (1943)
- ターザン砂漠へ行く Tarzan's Desert Mystery (1943)
- Tornado (1943)
- 友情に賭けた命 Gambler's Choice (1944)
- Show Business (1944)
- Double Exposure (1944)
- Betrayal from the East (1945)
- Song of the Sarong (1945)
- Woman Who Came Back (1945)
- Follow That Woman (1945)
- Murder in the Music Hall (1946)
- Crowded Paradise (1956)
- 悪い種子 The Bad Seed (1956) ※アカデミー主演女優賞ノミネート
- The Impostor (1975) ※テレビ映画
- ワールドシリーズ殺人事件 Murder at the World Series (1977) ※テレビ映画

### テレビドラマ
- The Silver Theatre (1950)
- スターライト・シアター Starlight Theatre (1950)
- The Bigelow Theatre (1951)
- Faith Baldwin Romance Theatre (1951)
- Lux Video Theatre (1953, 1954)
- サスペンス Suspense (1954)
- クラフト・テレビジョン・シアター Kraft Television Theatre (1954)
- The Philco Television Playhouse (1954)
- The Kaiser Aluminum Hour (1956)
- スタジオ・ワン Studio One (1953, 1954, 1956)
- プレウハウス90 Playhouse 90 (1957)
- クライマックス! Climax! (1957)
- Suspicion (1957)
- Alcoa Theatre (1958)
- Sam Benedict (1962)
- アルフレッド・ヒッチコック・アワー The Alfred Hitchcock Hour (1963)
- Medical Center (1974)
- Bronk (1975)